# Ruth Kelly
Ruth María Kelly (* Limavady, 1968 - ) es una política británica perteneciente al Partido Laborista. Con su nombramiento como ministra de Educación se convirtió en la ministra más joven de la historia británica.

## Biografía
Ruth María Kelly nació el 9 de mayo de 1968, en una familia católica de Limavady (Irlanda del Norte) que se trasladó a Londres huyendo de la violencia. Según el Times, uno de sus abuelos, Philip Murphy, fue detenido más de 45 años antes de que ella naciera (entre 1922 y 1924) en Irlanda del Norte por pertenencia al IRA.
Kelly estudió en Sutton High School y más tarde en Westminster School. Cursó estudios universitarios de ciencia política, filosofía y economía  en Queen’s College (Universidad de Oxford), y los amplió en la London School of Economics.
Tras un breve paso como docente en la Universidad de Navarra (entre 1989 y 1990), trabajó durante cinco años como periodista financiar en la sección de economía del diario izquierdista The Guardian (entre 1990 y 1994), entró en el Banco de Inglaterra como editora de los informes sobre inflación. En 1996 se casó con un funcionario municipal laborista, Derek Gadd, con el que ha tenido cuatro hijos: Eamonn, Niamh, Roisin y Sinead.

## Carrera política
En 1997, un año después de casarse, cuando los laboristas desplazaron a los tories del poder en el Reino Unido, sus fotos como nueva parlamentaria laborista en Bolton West llamaron la atención: una joven embarazada de 29 años haciendo campaña y llegando al Parlamento. 
Ese año ganó la elección a miembro de la Cámara de los Comunes por el Partido Laborista frente al conservador Thomas Sackville, en un distrito poco importante, Bolton West (Mánchester). Con ella entraron un grupo de mujeres jóvenes a las que la prensa llamó "los bebés de Blair". 
Desde entonces ocupó varios cargos de relevancia política, en los que se ganó fama de administradora eficiente. Estuvo en el Ministerio de Agricultura en plena crisis de las "vacas locas", y después fue, entre otros cargos, secretaría financiera del Tesoro, un puesto que requiere alta cualificación técnica. También participó en la redacción del manifiesto político laborista para la tercera legislatura del partido.
En 2001 es nombrada ministra en el Ministerio de Economía y, desde el 15 de diciembre de 2004 hasta el 5 de mayo de 2006, ministra de Estado de Educación, convirtiéndose en la ministra más joven de la historia británica.  A partir de 2006, fue nombrada ministra de Estado de Comunidades y Gobierno Local y Ministra para Mujeres e Igualdad. 
Con la llegada de Gordon Brown a Downing Street, Kelly pasó a ocupar la cartera de Transporte. 
Tras conocerse que Kelly era católica, hecho poco usual en la política del Reino Unido, empezaron a surgir críticas de diversos sectores de la política británica. Las críticas se acentuaron al conocerse que era miembro del Opus Dei, prelatura católica que en el Reino Unido era prácticamente desconocida hasta la publicación de la novela de ficción El código da Vinci, la cual no daba una buena imagen de la institución. Se dijo que Kelly había afirmado que no podía trabajar en el Departamento de Salud o en el Departamento de Desarrollo Internacional, pues sus creencias católicas prohibían el apoyo gubernamental para los métodos anticonceptivos. Sin embargo, Kelly negó haberle manifestado al primer ministro, Tony Blair, que no podía trabajar en el Departamento Internacional de Desarrollo por ser este distribuidor de preservativos para combatir el sida en África.
El Partido Liberal-demócrata se preocupó también de que las creencias de Kelly no fueran compatibles con su responsabilidad para proteger los derechos de homosexuales. No obstante, Kelly afirmó que la ley para la igualdad de los homosexuales era un gran paso adelante que ofrecería justicia para todos.
En enero de 2006, siendo Kelly Ministra de Educación, surgió una polémica cuando la oposición conservadora pidió la dimisión de Kelly a raíz del caso de un maestro que consiguió trabajo en un colegio de Norfolk, al sureste de Inglaterra, a pesar de que años antes había sido incluido en la lista de pederastas establecida por el Gobierno en 1997. El profesor en cuestión se llamaba Paul Reeve, y había sido incluido en la lista gubernamental de pederastas por acceder a páginas informáticas con imágenes deshonestas de menores, pero no figuraba en la "Lista 99" (personas a las que se les prohíbe trabajar en colegios) debido al asesoramiento de un experto médico que no creía que Reeve supusiera un riesgo para los niños a su cargo.  Reeve empezó a trabajar, con el permiso del Departamento de Educación, en Hewett School de Norwich (condado de Norfolk), pero tuvo que dimitir cuando la policía local hizo saber a la dirección del colegio que el empleado estaba en el registro de pederastas.
Tras la noticia, Ruth Kelly prometió investigar el número de pederastas no incluidos en la "Lista 99" autorizados a trabajar en escuelas, y el mismo mes de enero de 2006 anunció en la Cámara de los Comunes que las personas condenadas por delitos sexuales o implicadas en casos de este tipo no podrían trabajar en los centros de enseñanza gracias a una nueva legislación en la que incluyó un conjunto de regulaciones más estrictas de lo esperado, entre las que se contaba la prohibición automática de trabajar con niños a cualquier persona convicta o amonestada por alguna infracción sexual contra niños o algún delito formal contra adultos.
Por último, siendo ministra para las comunicaciones, fue criticada por elegir un centro privado de educación especial (Bruern Abbey) para su hijo con discapacidad. En aquella ocasión, Tony Blair salió en defensa de Kelly mostrándole su «apoyo absoluto».

## Historia Familiar
El abuelo materno de Kelly, Philip Murphy, se desempeñó como oficial en el Ejército Republicano Irlandés (IRA) durante la Guerra de Independencia de Irlanda (1919-1921). En 1922 fue internado por el Gobierno de Irlanda del Norte. El expediente de detención de Murphy se refiere a él como "intendente del Batallón IRA West Fermanagh". Hizo una huelga de hambre para protestar por su detención. Fue liberado incondicionalmente en junio de 1924, cuando terminó el internamiento. Después de la guerra, regresó al condado de Tyrone y asumió un puesto de maestro de escuela en Altishane. Su primera esposa murió dejando una familia joven de seis. Se volvió a casar con Mary Agnes y tuvo otros seis hijos. Uno de ellos James (Seamus) era el padre de Ruth.

## Religión
Kelly es católica practicante, miembro del Opus Dei  y asiste regularmente a sus reuniones y eventos. Su hermano, Ronan Kelly, es supernumerario en la organización del Opus Dei. Anteriormente, existía incertidumbre sobre la membresía del Opus Dei de Kelly, en parte porque ella misma se negó cuando se le pidió que dijera si es miembro o no, y solo dijo que ha recibido 'apoyo espiritual' de ellos.

## Carrera como MP
En las elecciones generales de 1997, Kelly ganó el puesto de Bolton West de manos de los conservadores cuando estaba muy embarazada y dio a luz a su primer hijo once días después. Ella ganó su lugar en el parlamento cuando Tony Blair fue nombrado primer ministro con la aplastante victoria electoral del Partido Laborista.
Ella sirvió en el Comité Selecto del Tesoro; También fue nombrada secretaría privada parlamentaria del ministro de Agricultura, Nick Brown, desde 1998. Kelly fue miembro de una comisión creada por el Instituto de Investigación de Políticas Públicas sobre la Iniciativa de Financiamiento Privado, que expresó cierto escepticismo sobre el funcionamiento de la política.
Después de que los laboristas ganaran las elecciones generales de 2001, Kelly fue nombrada secretaria económica del Tesoro. Su función se centró en la política de competencia y las pequeñas empresas. Luego de un año fue ascendida a secretaría financiera del Tesoro, dándole la responsabilidad de la regulación de la industria de servicios financieros. En ambos puestos, su tarea principal fue la revisión exhaustiva del sistema de regulación de servicios financieros que fue introducido por la Ley de Mercados y Servicios Financieros de 2000. Kelly introdujo nuevas regulaciones para abordar la financiación del terrorismo después de los  Atentados del 11 de septiembre de 2001.
A Kelly se le asignó la tarea de ocuparse de Equitable Life después de que se publicara el Informe Penrose sobre la compañía de seguros de vida. Rechazó los pedidos de compensación del gobierno a los asegurados de Equitable, con el argumento de que las pérdidas se debían a las acciones de la empresa y no a cualquier defecto de la regulación, y que todavía estaba negociando. Los asegurados equitativos siguieron exigiendo reparación.
Como madre de cuatro hijos pequeños, se negó a trabajar las largas horas normalmente asociadas con esos puestos y se negó a aceptar una caja roja por la noche mientras estaba en el Tesoro.
En una remodelación menor, fue ascendida a Ministra del Gabinete el 9 de septiembre de 2004, en sustitución de Douglas Alexander. Kelly guio el Proyecto de Ley de Contingencias Civiles a través de sus etapas finales en el Parlamento, que enfrentó serias objeciones de algunas campañas de libertades civiles.